# Warnachar I
 Warnachar I was van 596 tot 599 hofmeier onder koning Theuderik II (596-613). Bij zijn dood in 599 liet hij zijn gehele bezit na aan de armen (kerk). Theuderik II gaf in 602 het grootste deel van deze nalatenschap aan de kerk van St. Victor in Genève.

## Beknopte bibliografie
K. Selle-Hosbach, Prosopographie Merowingischer Amtsträger in der zeit von 511-613 Bonn, 1974 p. 168
J.M. Wallace-Hadrill, The fourth book of the Chronicle of Fredegar, Londen, 1960, p. 12,15 (IV 18,22).